# 로라 카마이클
로라 카마이클(Laura Carmichael, 1986년 7월 16일 ~ )은 잉글랜드의 배우이다.

## 출연 작품
- 다운튼 애비 (2019)
- 오직 사랑뿐 (2016)
- 마르첼라 (2016)
- 굿바이 마이 프렌드 (2015)
- 다운튼 애비 시즌5 (2014)
- 마담 보바리 (2014)
- 다운튼 애비 시즌4 (2013)
- 다운튼 애비 시즌3 (2012)
- 다운튼 애비 시즌2 (2011)
- 팅커 테일러 솔저 스파이 (2011)
- 다운튼 애비 시즌1 (2010)